# سیارک ۲۰۳
سیارک ۲۰۳ (به انگلیسی: 203 Pompeja) دویست و سومین سیارک کشف شده‌است که در ۲۵ سپتامبر ۱۸۷۹ کشف شد.
قدر مطلق سیارک برابر ۸٫۷۶ است.